# West Wyomissing
West Wyomissing est une census-designated place (CDP) à Spring Township dans Comté de Berks en Pennsylvanie, aux États-Unis. Sa population est de 3407 habitants selon recensement de 2010 .

## Démographie
Selon le recensement  de l’an 2000, il y avait 3 016 habitants, 1 363 résidences et 894 familles vivant dans la CDP. La densité de population était de 1764,4 habitants par kilomètre carré. Il y avait 1411 unités de logement à une densité moyenne de 825,4 par kilomètre carré. La population de la CDP était composée de 95,46% de Blancs, 1,26% d' Afro-Américains, 0,07% d' Amérindiens, 0,53% d' Asiatiques, 0,03% d'îles du Pacifique, 1,19% d' autres races et 1,46% d'au moins deux races. Les Hispaniques ou Latino de toute race représentaient 3,08% de la population.
Il y avait 1 363 foyers, dont 23,3% avaient des enfants de moins de 18 ans, 53,0% étaient des couples mariés vivant ensemble, 9,1% avaient une femme au foyer sans mari et 34,4% n'étaient pas habités par des familles. 29,4% de tous les foyers étaient composés de personnes vivant seules et 15,6% avaient une personne vivant seule âgée de 65 ans ou plus. 
Dans la CDP, la population était répartie, avec 18,3% de la population ayant moins de 18 ans, 6,2% de 18 à 24 ans, 27,8% de 25 à 44 ans, 23,8% de 45 à 64 ans et 23,9% de 65 ans ou plus âgée. L'âge moyen était de 43 ans. Pour chaque 100 femmes, il y avait 95,2 hommes. Pour chaque 100 femmes âgées de 18 ans et plus, il y avait 89,2 hommes.
Le salaire moyen d'un foyer dans la CDP était de 43 553 $ par an et celui d'une famille était de 51 429 $. Les hommes avaient un salaire moyen de 37 791 $ contre 26 422 $ pour les femmes. Le revenu par habitant pour la CDP était de 20 969 $. Environ 1,4% des familles et 3,1% de la population vivaient en dessous du seuil de pauvreté, dont 8,3% des moins de 18 ans et 2,9% des 65 ans ou plus.